# Felix Lewandowsky
Felix Lewandowsky, né le 1er octobre 1879 à Hambourg et mort le 31 octobre 1921 à Bâle, est un dermatologue allemand.

## Biographie
Titulaire d'un doctorat de l'Université de Strasbourg (1902), il travaille à la clinique dermatologique de Berne de 1903 à 1907, où il est l'assistant de Josef Jadassohn. Par la suite, il retourne à Hambourg, où il travaille au département de dermatologie dirigé par Eduard Arning à l'hôpital Saint-Georges. En 1917, il est nommé directeur de la clinique dermatologique de Bâle.

### Travaux
Il se spécialise dans l'étude de la tuberculose cutanée. En 1916, il publie Die Tuberkulose der Haut. 
Avec Jadassohn, il décrit une dysplasie ectodermale connue aujourd'hui sous le nom de syndrome de Jadassohn-Lewandowsky. Il a également travaillé sur la lèpre et a décrit l'épidermodysplasie verruciforme, une maladie rare de la peau parfois désignée sous le nom de dysplasie de Lewandowsky-Lutz.